# 圣康坦叙索克西朗日
圣康坦-叙索克西朗日（法語：Saint-Quentin-sur-Sauxillanges，法語發音：[sɛ̃ kɑ̃tɛ̃ syʁ soksilɑ̃ʒ]，意为“索克西朗日上方的圣康坦”）是法国多姆山省的一个市镇，属于伊苏瓦尔区。

## 地名
与通常在法语地名中表示“在……河畔”之意的“sur”不同，该地名Saint-Quentin-sur-Sauxillanges中的“sur”意为“在……上方”，表示名为圣康坦（Saint-Quentin）的该地与索克西朗日（Sauxillanges）的位置关系，并以“索克西朗日上方的圣康坦”之名区分其他的“圣康坦”，且事实上在该地附近也并无“索克西朗日河”存在。

## 地理
圣康坦-叙索克西朗日（45°33'0"N, 3°23'38"E）面积8.25 平方千米，位于法国奥弗涅-罗讷-阿尔卑斯大区多姆山省，该省份为法国中南部省份，北起阿列省接壤，东临卢瓦尔省，南至上盧瓦爾省和康塔爾省，西接科雷兹省和克勒兹省。
与圣康坦-叙索克西朗日接壤的市镇（或旧市镇、城区）包括：孔达莱蒙布瓦西耶、埃格利斯讷沃-德利亚尔、圣艾蒂安叙于松、圣热内拉图雷特、索克西朗日、勒韦尔内-沙梅阿讷。
圣康坦-叙索克西朗日的时区为UTC+01:00、UTC+02:00（夏令时）。

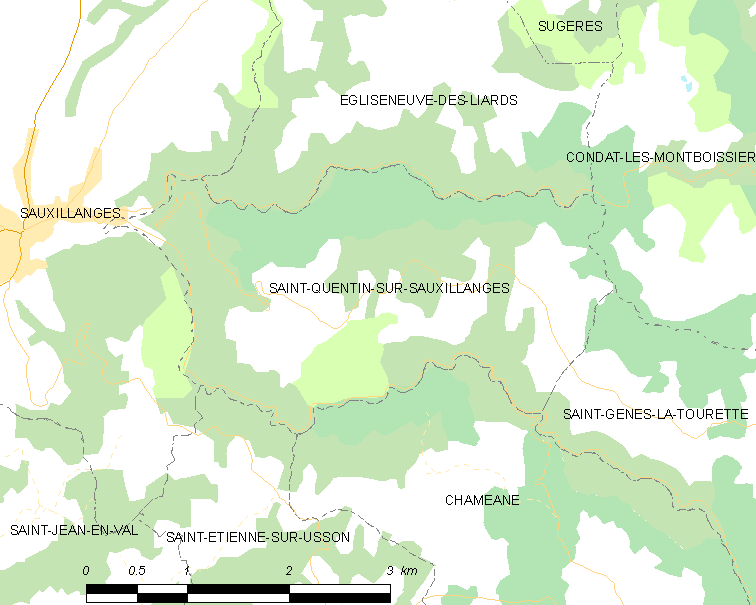
圣康坦-叙索克西朗日的OSM定位图

## 行政
圣康坦-叙索克西朗日的邮政编码为63490，INSEE市镇编码为63389。

## 政治
圣康坦-叙索克西朗日所属的省级选区为布拉萨克莱米讷县。

## 人口

1962-2008年间圣康坦-叙索克西朗日人口变化图示

圣康坦-叙索克西朗日于2022年1月1日时的人口数量为109人。